# Manuel Seoane
Manuel Seoane (19 mars 1902 - 21 août 1975) est un footballeur argentin qui a joué pour Independiente et l'équipe d'Argentine. Il est le meilleur buteur de l'ère amateur du football argentin avec 196 buts. Seoane fait ses débuts en équipe première pour Independiente le 6 mars 1921 dans un match contre San Lorenzo. Il marque 241 buts pour le club en 264 matchs et termine meilleur buteur argentin à trois reprises (1922, 1926 et 1929). Avec Independiente il gagne plusieurs titres, dont les championnats d'Argentine de 1922 et 1926. Il devient ensuite le sélectionneur de l'Argentine dans les années 1930.

## Biographie

### Jeunesse
Manuel Seoane est considéré comme né dans la ville de Piñeyro dans le partido d'Avellaneda le 19 mars 1902, bien que lui-même, dans une interview réalisée en 1922 au magazine Imparcial, affirme qu'il est né à Rosario le 19 décembre 1901. Il est le plus jeune de trois frères et sœurs (deux garçons et une fille). Son père est un artisan immigré d'Espagne. Le jeune Manuel participe aux tâches ménagères et commence à travailler comme apprenti à la verrerie Papini. Il commence à jouer au football à quinze ans dans les équipes de l'usine Campomar, puis dans la cinquième division du club Sudamérica de Avellaneda, dans un des championnats indépendants.

### Carrière en club

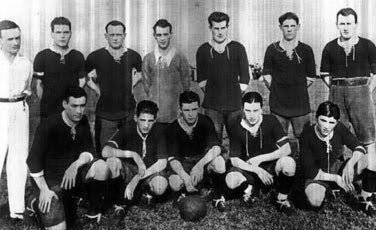
L'équipe d'Independiente en 1922. Seoane est accroupi au centre.

En 1918, il s'inscrit dans le Club Progresista du district de La Mosca, arrivant par l'intermédiaire du dirigeant Antonio García. Rapidement, il se fait remarquer par ses dribbles, améliore son jeu de tête et développe son sens de l'anticipation, qui lui permettent d'atteindre l'équipe première en compensant son manque de vitesse.
Santiago Leopoldo García, délégué d'Independiente, reçoit plusieurs recommandations, va le voir jouer et le prend immédiatement au club. En décembre 1920, Seoane fait ses débuts en équipe réserve contre Estudiantes en gagnant par 5-1 et en marquant trois buts. Il devient la coqueluche du président Canaveri après ses deux matchs amicaux en équipe première (contre San Lorenzo le 6 mars 1921 et River Plate une semaine plus tard), signant officiellement pour le club.

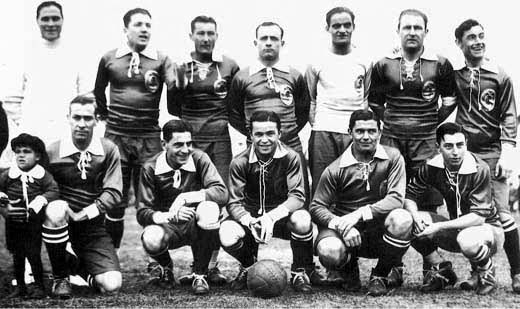
L'équipe d'Independiente en 1928. Seoane est accroupi au centre.

Ses débuts officiels avec les Diablos Rojos en première division sont le 3 avril 1921, en ouverture du championnat contre le Racing Club de Avellaneda, reportée une première fois par de fortes pluies. Seoane est titularisé en attaque aux côtés de Raimundo Orsi, poste qu'il conservera jusqu'à sa retraite. Le 10 avril, Seoane inscrit son premier but contre Lanús pour son deuxième match à la 87e minute.
Sa tendance à prendre du poids menace sa condition physique, mais cette lacune apparente est éclipsée par sa capacité à se déplacer dans des espaces confinés. En 1922, Independiente remporte le premier championnat de son histoire avec 65 points, reléguant ses dauphins River et San Lorenzo à quatre et cinq points respectivement. Seoane marque 55 buts dans ce tournoi.
Le 11 novembre 1923, dans un incident avec l'arbitre du match contre River Plate, Seoane est expulsé avec Ronzoni, López et Ferro. Seoane et Ronzoni écopent d'une suspension d'un an en championnat Asociación Amateurs, et vont donc jouer à El Porvenir en Asociación Argentina. Une fois sa suspension purgée, Seoane joue un match avec Independiente en 1924 (contre Tigre), puis répond favorablement l'année suivante à la sollicitation de Boca Juniors pour une tournée en Europe, et inscrit 16 de leurs 40 buts.
Au retour de la tournée, il s'engage à nouveau avec Independiente pour signer un retour triomphal avec les Diablos Rojos, invaincus en championnat et en Copa de Competencia en 1926. Ses partenaires en attaque sont l'Uruguayen Zoilo Canaveri, Alberto Lalín, Luís Ravaschino et Raimundo Orsi. Surnommé alors « le cochon », l'obésité le gagne, mais Seoane est encore un redoutable buteur. Il est le meilleur buteur amateur d'Argentine avec 207 buts pour Independiente coupe et championnat confondus, Independiente disputant 208 matchs officiels de championnat et neuf de Copa de Competencia.
Lorsque le professionnalisme est introduit, et bien que sa carrière est déjà longue, il devient professionnel et joue deux saisons dont celle de 1932 où Independiente, après avoir terminé premier ex æquo, perd le championnat en finale contre River Plate. Dans ce championnat, Seoane est grièvement blessé par un joueur de Quilmes. Son dernier match est contre Ferro Carril Oeste le 8 octobre 1933, une défaite 2-0. Le 22 août 1934, un match est joué en son honneur et il reçoit les fonds récoltés pour l'achat d'une maison.
Dans ses dernières années, Seoane est le gérant du Camping de Independiente à Quilmes. Il a pris sa retraite de sa profession de toujours : trieur de laine à Campomar. Il meurt à Quilmes, où il réside, le 21 août 1975 à 73 ans. Manuel Seoane a ouvert une lignée d'intérieurs gauche dont la continuité sera assurée par trois joueurs emblématiques formant le carré d'as du premier siècle d'Independiente : Antonio Sastre, Ernesto Grillo et Ricardo Bochini.

#### Palmarès en club
| Saison | Équipe        | Titre                                         |
| ------ | ------------- | --------------------------------------------- |
| 1922   | Independiente | Championnat d'Argentine (Asociación Amateurs) |
| 1926   | Independiente | Championnat d'Argentine (Asociación Amateurs) |

### Carrière internationale

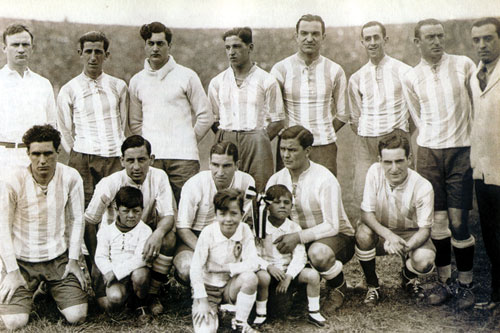
L'Argentine à la Copa América 1929 : J. Evaristo, Bossio, Zumelzú, Tarrío, Paternóster, Orlandini ; Peucelle, Rivarola, Ferreira, Seoane et M. Evaristo.

Seoane joue pour l'Argentine entre 1921 et 1929, il prend part à quatre Copa América (1924, 1925, 1927 et 1929). Il fait partie de l'équipe gagnante en 1925 et 1929 et il est également le meilleur buteur en 1925 avec six buts.

#### Palmarès en équipe nationale
| Saison | Équipe    | Titre        |
| ------ | --------- | ------------ |
| 1925   | Argentine | Copa América |
| 1929   | Argentine | Copa América |

### Carrière d'entraîneur
Après sa courte carrière professionnelle, Seoane connaît une aussi courte carrière d'entraîneur comme sélectionneur de l'Argentine entre 1935 et 1937, remportant la Copa América 1937.

#### Palmarès d'entraîneur
| Saison | Équipe    | Titre        |
| ------ | --------- | ------------ |
| 1937   | Argentine | Copa América |